# Ossewabrandwag

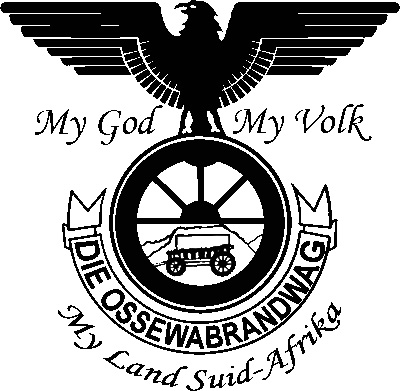

De Ossewabrandwag, ook wel Ossewa Brandwag, was een fascistische en extreem-nationalistische organisatie van Afrikaners die zich verzetten tegen het Britse imperialisme. De Ossewabrandwag werd in 1939 opgericht. De naam was afgeleid van de ossenwagentrek (Grote Trek) die honderd jaar daarvoor plaatsvond en waarvan op dat moment enkele maanden voordien de Simboliese Ossewatrek als grootse herdenking van de Trek had plaatsgevonden.
Aanvankelijk was de Ossewabrandwag een culturele organisatie, maar ze werd allengs militanter en paramilitair. De divisie Gryshemde werd verantwoordelijk gehouden voor knokploegactiviteiten en sabotageacties. De leiding van de Ossewabrandwag lag in handen van commandant-generaal J.F.J. van Rensburg, die pro-nationaalsocialistisch was. Door de nationaalsocialistische opvattingen van Van Rensburg kwam de beweging in conflict met Daniel François Malan, de leider van de Nasionale Party. Toen Malan zich openlijk tegen de Ossewabrandwag uitsprak kozen de meeste Afrikaner nationalisten de kant van Malan. 
In september 1942 werd de Ossewabrandwag door premier Jan Christian Smuts verboden. Een aantal van haar leiders, waaronder B.J. Vorster - de latere staatspresident - werd gevangengezet. De beweging bleef nog enige jaren ondergronds actief, maar verdween in de loop van de jaren 1950.